# Bodotria magna
Bodotria magna är en kräftdjursart som beskrevs av John Todd Zimmer 1921. Bodotria magna ingår i släktet Bodotria och familjen Bodotriidae. Inga underarter finns listade i Catalogue of Life.